# Важка атлетика на літніх Олімпійських іграх 2016 (список учасників)
У цій статті представлено список учасників змагань з важкої атлетики на літніх Олімпійських іграх 2016. У змаганнях мали взяти участь 260 важкоатлетів у 15-ти дисциплінах.

## Чоловіки
| Країна                         | Ім'я                          | Вік                               | Рідне місто              | Дисципліна              |
| ------------------------------ | ----------------------------- | --------------------------------- | ------------------------ | ----------------------- |
| Албанія (ALB)                  | Брікен Цалія                  | лютого 19, 1990 (вік 26 років)    | Ельбасан                 | до 69 кг (чоловіки)     |
| Алжир (ALG)                    | Валід Бідані                  | червня 11, 1994 (вік 22 роки)     | Магнія                   | понад 105 кг (чоловіки) |
| Американське Самоа (ASA)       | Танумафілі Джангблут          | червня 10, 1990 (вік 26 років)    | Американське Самоа       | до 94 кг (чоловіки)     |
| Вірменія (ARM)                 | Андранік Карапетян            | грудня 15, 1995 (вік 20 років)    | Вагаршапат               | до 77 кг (чоловіки)     |
| Вірменія (ARM)                 | Аракел Мірзоян                | жовтня 21, 1989 (вік 26 років)    | Баграмян                 | до 85 кг (чоловіки)     |
| Вірменія (ARM)                 | Мартиросян Симон Геворкович   | лютого 17, 1997 (вік 19 років)    | Айкашен                  | до 105 кг (чоловіки)    |
| Вірменія (ARM)                 | Рубен Алексанян               | березня 14, 1990 (вік 26 років)   | Вірменія                 | понад 105 кг (чоловіки) |
| Вірменія (ARM)                 | Мінасян Гор Тигранович        | жовтня 24, 1994 (вік 21 рік)      | Вірменія                 | понад 105 кг (чоловіки) |
| Австралія (AUS)                | Семпліс Райбуам               | грудня 5, 1982 (вік 33 роки)      | Австралія                | до 94 кг (чоловіки)     |
| Австрія (AUT)                  | Сарґіс Мартиросян             | вересня 14, 1986 (вік 29 років)   | Австрія                  | до 105 кг (чоловіки)    |
| Білорусь (BLR)                 | Станіслав Чадович             | серпня 24, 1992 (вік 23 роки)     | Могильов                 | до 62 кг (чоловіки)     |
| Білорусь (BLR)                 | Петро Асайонок                | лютого 27, 1993 (вік 23 роки)     | Білорусь                 | до 85 кг (чоловіки)     |
| Білорусь (BLR)                 | Павло Ходасевич               | липня 16, 1993 (вік 23 роки)      | Білорусь                 | до 85 кг (чоловіки)     |
| Білорусь (BLR)                 | Олександр Берсанов            | вересня 1, 1992 (вік 23 роки)     | Білорусь                 | до 94 кг (чоловіки)     |
| Білорусь (BLR)                 | Стрельцов Вадим Миколайович   | квітня 30, 1986 (вік 30 років)    | Могильов                 | до 94 кг (чоловіки)     |
| Бразилія (BRA)                 | Веліссон Сілва                | листопада 22, 1993 (вік 22 роки)  | Вісоза                   | до 85 кг (чоловіки)     |
| Бразилія (BRA)                 | Матеус Грегоріо               | липня 5, 1993 (вік 23 роки)       | Бразилія                 | до 105 кг (чоловіки)    |
| Бразилія (BRA)                 | Фернанду Рейс                 | березня 10, 1990 (вік 26 років)   | Сан-Паулу                | понад 105 кг (чоловіки) |
| Камерун (CMR)                  | Петі Мінкумба                 | лютого 27, 1989 (вік 27 років)    | Камерун                  | до 94 кг (чоловіки)     |
| Канада (CAN)                   | Паскаль Пламондон             | грудня 12, 1992 (вік 23 роки)     | Шербрук                  | до 85 кг (чоловіки)     |
| Чилі (CHI)                     | Хуліо Акоста                  | липня 22, 1987 (вік 29 років)     | Чилі                     | до 62 кг (чоловіки)     |
| Китай (CHN)                    | Лун Цінцюань                  | грудня 3, 1990 (вік 25 років)     | Луншань                  | до 56 кг (чоловіки)     |
| Китай (CHN)                    | Чень Ліцзюнь                  | лютого 8, 1993 (вік 23 роки)      | Їян                      | до 62 кг (чоловіки)     |
| Китай (CHN)                    | Ши Чжиюн                      | жовтня 10, 1993 (вік 22 роки)     | Лун'янь                  | до 69 кг (чоловіки)     |
| Китай (CHN)                    | Люй Сяоцзюнь                  | липня 27, 1984 (вік 32 роки)      | Цяньцзян                 | до 77 кг (чоловіки)     |
| Китай (CHN)                    | Тянь Тао                      | квітня 8, 1994 (вік 22 роки)      | Чан'ян                   | до 85 кг (чоловіки)     |
| Китай (CHN)                    | Янг Чже                       | липня 7, 1991 (вік 25 років)      | КНР                      | до 105 кг (чоловіки)    |
| Китайський Тайбей (TPE)        | Тань Чичжун                   | лютого 24, 1990 (вік 26 років)    | Китайський Тайбей        | до 56 кг (чоловіки)     |
| Китайський Тайбей (TPE)        | Пхан Цзянь Хин                | серпня 7, 1988 (вік 27 років)     | Китайський Тайбей        | до 69 кг (чоловіки)     |
| Китайський Тайбей (TPE)        | Чень Шицзе                    | листопада 27, 1989 (вік 26 років) | Пінтун                   | понад 105 кг (чоловіки) |
| Колумбія (COL)                 | Хабіб Де Лас Салас Дела Роса  | квітня 19, 1987 (вік 29 років)    | Колумбія                 | до 56 кг (чоловіки)     |
| Колумбія (COL)                 | Oscar Figueroa                | квітня 27, 1983 (вік 33 роки)     | Сарагоса                 | до 62 кг (чоловіки)     |
| Колумбія (COL)                 | Франсіско Москера             | квітня 1, 1992 (вік 24 роки)      | Колумбія                 | до 62 кг (чоловіки)     |
| Колумбія (COL)                 | Луїс Хав'єр Москера           | березня 27, 1995 (вік 21 рік)     | Колумбія                 | до 69 кг (чоловіки)     |
| Колумбія (COL)                 | Андрес Кайседо                | травня 8, 1997 (вік 19 років)     | Колумбія                 | до 77 кг (чоловіки)     |
| Куба (CUB)                     | Йоельміс Ернандес             | квітня 25, 1986 (вік 30 років)    | Нуева-Херона             | до 85 кг (чоловіки)     |
| Кіпр (CYP)                     | Антоніс Мартасідіс            | червня 14, 1992 (вік 24 роки)     | Кіпр                     | до 85 кг (чоловіки)     |
| Чехія (CZE)                    | Їржі Орсаг                    | січня 5, 1989 (вік 27 років)      | Зноймо                   | понад 105 кг (чоловіки) |
| Домініканська Республіка (DOM) | Луїс Альберто Гарсія Бріто    | квітня 19, 1995 (вік 21 рік)      | Домініканська Республіка | до 56 кг (чоловіки)     |
| Еквадор (ECU)                  | Фернандо Салас                | лютого 10, 1988 (вік 28 років)    | Еквадор                  | понад 105 кг (чоловіки) |
| Єгипет (EGY)                   | Ахмед Саад                    | листопада 1, 1986 (вік 29 років)  | Фаюм                     | до 62 кг (чоловіки)     |
| Єгипет (EGY)                   | Мохамед Ігаб                  | листопада 21, 1989 (вік 26 років) | Єгипет                   | до 77 кг (чоловіки)     |
| Єгипет (EGY)                   | Тарек Єхія                    | травня 18, 1987 (вік 29 років)    | Єгипет                   | до 85 кг (чоловіки)     |
| Єгипет (EGY)                   | Раджаб Абдельхай              | березня 4, 1991 (вік 25 років)    | Єгипет                   | до 94 кг (чоловіки)     |
| Єгипет (EGY)                   | Габер Мохаммед                | вересня 1, 1985 (вік 30 років)    | Єгипет                   | до 105 кг (чоловіки)    |
| Єгипет (EGY)                   | Ахмед Мохаммед                | квітня 27, 1988 (вік 28 років)    | Єгипет                   | понад 105 кг (чоловіки) |
| Естонія (EST)                  | Март Сейм                     | жовтня 24, 1990 (вік 25 років)    | Естонія                  | понад 105 кг (чоловіки) |
| Фіджі (FIJ)                    | Мануелі Туло                  | березня 25, 1990 (вік 26 років)   | Левука                   | до 56 кг (чоловіки)     |
| Фінляндія (FIN)                | Мілко Токола                  | жовтня 10, 1992 (вік 23 роки)     | Рованіемі                | до 85 кг (чоловіки)     |
| Франція (FRA)                  | Бернардін Матам               | травня 20, 1990 (вік 26 років)    | Безансон                 | до 69 кг (чоловіки)     |
| Франція (FRA)                  | Джованні Барді                | травня 21, 1987 (вік 29 років)    | Франція                  | до 85 кг (чоловіки)     |
| Франція (FRA)                  | Бенжамен Еннекен              | серпня 24, 1984 (вік 31 рік)      | Франція                  | до 85 кг (чоловіки)     |
| Франція (FRA)                  | Кевін Булі                    | квітня 26, 1981 (вік 35 років)    | Франція                  | до 94 кг (чоловіки)     |
| Грузія (GEO)                   | Раулі Цірекідзе               | травня 24, 1987 (вік 29 років)    | Кутаїсі                  | до 94 кг (чоловіки)     |
| Грузія (GEO)                   | Лаша Талахадзе                | жовтня 2, 1993 (вік 22 роки)      | Грузія                   | понад 105 кг (чоловіки) |
| Грузія (GEO)                   | Іраклі Турманідзе             | грудня 13, 1984 (вік 31 рік)      | Кобулеті                 | понад 105 кг (чоловіки) |
| Німеччина (GER)                | Ніко Мюллер                   | листопада 2, 1993 (вік 22 роки)   | Німеччина                | до 77 кг (чоловіки)     |
| Німеччина (GER)                | Юрген Шпіс                    | березня 26, 1984 (вік 32 роки)    | Гайдельберг              | до 105 кг (чоловіки)    |
| Німеччина (GER)                | Олексій Прохоров              | березня 30, 1990 (вік 26 років)   | Німеччина                | понад 105 кг (чоловіки) |
| Німеччина (GER)                | Алмір Велагич                 | серпня 22, 1981 (вік 34 роки)     | Німеччина                | понад 105 кг (чоловіки) |
| Гана (GHA)                     | Крістіан Амоа                 | липня 25, 1999 (вік 17 років)     | Гана                     | до 85 кг (чоловіки)     |
| Велика Британія (GBR)          | Сонні Вебстер                 | березня 10, 1994 (вік 22 роки)    | Гай Вайкомб              | до 94 кг (чоловіки)     |
| Греція (GRE)                   | Теодорос Яковідіс             | лютого 12, 1991 (вік 25 років)    | Греція                   | до 85 кг (чоловіки)     |
| Гватемала (GUA)                | Едгар Пінеда Зета             | серпня 17, 1997 (вік 18 років)    | Гватемала                | до 56 кг (чоловіки)     |
| Гаїті (HAI)                    | Едуар Жозеф                   | грудня 24, 1989 (вік 26 років)    | Гаїті                    | до 62 кг (чоловіки)     |
| Гондурас (HON)                 | Крістофер Павон               | квітня 18, 1993 (вік 23 роки)     | Ель-Прогресо             | до 94 кг (чоловіки)     |
| Угорщина (HUN)                 | Петер Надь                    | січня 16, 1986 (вік 30 років)     | Комаром                  | понад 105 кг (чоловіки) |
| Індія (IND)                    | Сатіш Сівалінгам              | червня 23, 1992 (вік 24 роки)     | Веллуру                  | до 77 кг (чоловіки)     |
| Індонезія (INA)                | Еко Іраван                    | липня 24, 1989 (вік 27 років)     | Лампунг                  | до 62 кг (чоловіки)     |
| Індонезія (INA)                | Мухаммад Хасбі                | липня 12, 1992 (вік 24 роки)      | Індонезія                | до 62 кг (чоловіки)     |
| Індонезія (INA)                | Дені                          | липня 26, 1989 (вік 27 років)     | Індонезія                | до 69 кг (чоловіки)     |
| Індонезія (INA)                | Тріятно                       | грудня 20, 1987 (вік 28 років)    | Метро                    | до 69 кг (чоловіки)     |
| Індонезія (INA)                | Ай Кетут Аріана               | вересня 6, 1989 (вік 26 років)    | Індонезія                | до 77 кг (чоловіки)     |
| Іран (IRI)                     | К'януш Ростамі                | липня 23, 1991 (вік 25 років)     | Ісламабаде-Герб          | до 85 кг (чоловіки)     |
| Іран (IRI)                     | Алі Хашемі                    | листопада 1, 1991 (вік 24 роки)   | Ілам                     | до 94 кг (чоловіки)     |
| Іран (IRI)                     | Сохраб Мораді                 | вересня 22, 1988 (вік 27 років)   | Леньцзянь                | до 94 кг (чоловіки)     |
| Іран (IRI)                     | Мохаммад Реза Барарі          | березня 31, 1988 (вік 28 років)   | Сарі                     | до 105 кг (чоловіки)    |
| Іран (IRI)                     | Бегдад Салімі                 | грудня 8, 1989 (вік 26 років)     | Ґаєм-Шахр                | понад 105 кг (чоловіки) |
| Ірак (IRQ)                     | Салван Джассім Аббуд          | вересня 26, 1991 (вік 24 роки)    | Ірак                     | до 105 кг (чоловіки)    |
| Ізраїль (ISR)                  | Ігор Ольшанецький             | лютого 16, 1986 (вік 30 років)    | Ізраїль                  | понад 105 кг (чоловіки) |
| Італія (ITA)                   | Мірко Скарантіно              | січня 16, 1995 (вік 21 рік)       | Італія                   | до 56 кг (чоловіки)     |
| Японія (JPN)                   | Хіроакі Такао                 | січня 2, 1992 (вік 24 роки)       | Японія                   | до 56 кг (чоловіки)     |
| Японія (JPN)                   | Йоїті Ітокадзу                | травня 24, 1991 (вік 25 років)    | Японія                   | до 62 кг (чоловіки)     |
| Японія (JPN)                   | Йосуке Накаяма                | березня 20, 1987 (вік 29 років)   | Японія                   | до 62 кг (чоловіки)     |
| Казахстан (KAZ)                | Арлі Чонтей                   | липня 1, 1992 (вік 24 роки)       | Казахстан                | до 56 кг (чоловіки)     |
| Казахстан (KAZ)                | Харкі Фархад Ібрагімович      | квітня 20, 1991 (вік 25 років)    | Казахстан                | до 62 кг (чоловіки)     |
| Казахстан (KAZ)                | Ніджат Рагімов                | серпня 13, 1993 (вік 22 роки)     | Баку                     | до 77 кг (чоловіки)     |
| Казахстан (KAZ)                | Денис Уланов                  | жовтня 28, 1993 (вік 22 роки)     | Казахстан                | до 85 кг (чоловіки)     |
| Казахстан (KAZ)                | Зайчиков Олександр Сергійович | серпня 17, 1992 (вік 23 роки)     | Казахстан                | до 105 кг (чоловіки)    |
| Кенія (KEN)                    | Джеймс Адеде                  | жовтня 31, 1986 (вік 29 років)    | Кенія                    | до 94 кг (чоловіки)     |
| Кірибаті (KIR)                 | Давид Катоатау                | липня 17, 1984 (вік 32 роки)      | Ноноуті                  | до 105 кг (чоловіки)    |
| Киргизстан (KGZ)               | Іззат Артиков                 | вересня 8, 1993 (вік 22 роки)     | Киргизстан               | до 69 кг (чоловіки)     |
| Латвія (LAT)                   | Артурс Плезнієкс              | січня 21, 1992 (вік 24 роки)      | Kroņauce                 | до 105 кг (чоловіки)    |
| Литва (LTU)                    | Аурімас Дідзбаліс             | червня 13, 1991 (вік 25 років)    | Литва                    | до 94 кг (чоловіки)     |
| Малайзія (MAS)                 | Мохд Гафіфі Менсор            | жовтня 28, 1990 (вік 25 років)    | Малайзія                 | до 69 кг (чоловіки)     |
| Мальта (MLT)                   | Кайл Мікаллеф                 | січня 8, 1987 (вік 29 років)      | Мальта                   | до 85 кг (чоловіки)     |
| Мексика (MEX)                  | Бредні Рок                    | листопада 11, 1987 (вік 28 років) | Мексика                  | до 69 кг (чоловіки)     |
| Молдова (MDA)                  | Сергій Чекір                  | жовтня 15, 1990 (вік 25 років)    | Молдова                  | до 69 кг (чоловіки)     |
| Молдова (MDA)                  | Олександр Шпак                | листопада 21, 1989 (вік 26 років) | Молдова                  | до 77 кг (чоловіки)     |
| Марокко (MAR)                  | Халід Ель-Аабіді              | вересня 14, 1995 (вік 20 років)   | Марокко                  | до 85 кг (чоловіки)     |
| Науру (NRU)                    | Ельсон Бречтефельд            | березня 2, 1994 (вік 22 роки)     | Науру                    | до 56 кг (чоловіки)     |
| Нова Зеландія (NZL)            | Річі Паттерсон                | квітня 30, 1983 (вік 33 роки)     | Окленд                   | до 85 кг (чоловіки)     |
| Північна Корея (PRK)           | Ом Юн Чхоль                   | листопада 18, 1991 (вік 24 роки)  | Північна Хамгьон         | до 56 кг (чоловіки)     |
| Північна Корея (PRK)           | Ким Мен Хек                   | грудня 3, 1990 (вік 25 років)     | Північна Корея           | до 69 кг (чоловіки)     |
| Північна Корея (PRK)           | Квон Йон Хван                 | січня 14, 1996 (вік 20 років)     | Північна Корея           | до 69 кг (чоловіки)     |
| Північна Корея (PRK)           | Чхве Чон Ві                   | червня 29, 1993 (вік 23 роки)     | Північна Корея           | до 77 кг (чоловіки)     |
| Папуа Нова Гвінея (PNG)        | Мореа Бару                    | квітня 15, 1990 (вік 26 років)    | Папуа Нова Гвінея        | до 62 кг (чоловіки)     |
| Перу (PER)                     | Хуніор Лахуанампа             | квітня 5, 1995 (вік 21 рік)       | Перу                     | до 69 кг (чоловіки)     |
| Філіппіни (PHI)                | Нестор Колоніа                | лютого 16, 1992 (вік 24 роки)     | Замбоанга                | до 56 кг (чоловіки)     |
| Польща (POL)                   | Адріан Зелінський             | березня 28, 1989 (вік 27 років)   | Накло-над-Нотецем        | до 94 кг (чоловіки)     |
| Польща (POL)                   | Томаш Зелінський              | жовтня 29, 1990 (вік 25 років)    | Накло-над-Нотецем        | до 94 кг (чоловіки)     |
| Польща (POL)                   | Бартломей Бонк                | жовтня 11, 1984 (вік 31 рік)      | Венцборк                 | до 105 кг (чоловіки)    |
| Польща (POL)                   | Аркадіуш Михальський          | січня 7, 1990 (вік 26 років)      | Польща                   | до 105 кг (чоловіки)    |
| Катар (QAT)                    | Фаріс Ібрагім                 | червня 4, 1998 (вік 18 років)     | Катар                    | до 85 кг (чоловіки)     |
| Румунія (ROU)                  | Думитру Каптарі               | липня 12, 1989 (вік 27 років)     | Румунія                  | до 77 кг (чоловіки)     |
| Румунія (ROU)                  | Габріель Сінкраян             | грудня 21, 1988 (вік 27 років)    | Клуж-Напока              | до 85 кг (чоловіки)     |
| Самоа (SAM)                    | Вайпава Іоане                 | квітня 14, 1988 (вік 28 років)    | Самоа                    | до 62 кг (чоловіки)     |
| Саудівська Аравія (KSA)        | Мохаммед Хуссейн Дгіліб       | травня 1, 1994 (вік 22 роки)      | Саудівська Аравія        | до 69 кг (чоловіки)     |
| Сейшельські Острови (SEY)      | Рік Конф'янс                  | травня 24, 1994 (вік 22 роки)     | Сейшельські Острови      | до 62 кг (чоловіки)     |
| Словаччина (SVK)               | Ондрей Кружел                 | серпня 23, 1988 (вік 27 років)    | Словаччина               | понад 105 кг (чоловіки) |
| Південна Корея (KOR)           | Хан Мьон Мок                  | лютого 1, 1991 (вік 25 років)     | Південна Корея           | до 62 кг (чоловіки)     |
| Південна Корея (KOR)           | Вон Джон Сік                  | грудня 9, 1990 (вік 25 років)     | Південна Корея           | до 69 кг (чоловіки)     |
| Південна Корея (KOR)           | Ю Тон Чу                      | серпня 19, 1993 (вік 22 роки)     | Південна Корея           | до 85 кг (чоловіки)     |
| Південна Корея (KOR)           | Пак Хан Хван                  | січня 15, 1995 (вік 21 рік)       | Південна Корея           | до 94 кг (чоловіки)     |
| Іспанія (ESP)                  | Хосуе Брачі Гарсія            | вересня 8, 1992 (вік 23 роки)     | Іспанія                  | до 56 кг (чоловіки)     |
| Іспанія (ESP)                  | Давід Санчес                  | липня 20, 1994 (вік 22 роки)      | Іспанія                  | до 69 кг (чоловіки)     |
| Іспанія (ESP)                  | Андрес Мата                   | листопада 11, 1992 (вік 23 роки)  | Іспанія                  | до 77 кг (чоловіки)     |
| Шрі-Ланка (SRI)                | Судеш Пейріс                  | лютого 3, 1985 (вік 31 рік)       | Сандаланкава             | до 62 кг (чоловіки)     |
| Сирія (SYR)                    | Ман Асаад                     | листопада 20, 1993 (вік 22 роки)  | Сирія                    | понад 105 кг (чоловіки) |
| Таїланд (THA)                  | Сінпхет Круайтхонг            | серпня 22, 1995 (вік 20 років)    | Таїланд                  | до 56 кг (чоловіки)     |
| Таїланд (THA)                  | Вітун Мінгмун                 | лютого 10, 1996 (вік 20 років)    | Таїланд                  | до 56 кг (чоловіки)     |
| Таїланд (THA)                  | Тайрат Бунсук                 | січня 11, 1993 (вік 23 роки)      | Таїланд                  | до 69 кг (чоловіки)     |
| Таїланд (THA)                  | Чатуфум Чиннавонг             | липня 19, 1993 (вік 23 роки)      | Накхонратчасіма          | до 77 кг (чоловіки)     |
| Таїланд (THA)                  | Сарат Сумпрадіт               | квітня 17, 1994 (вік 22 роки)     | Таїланд                  | до 94 кг (чоловіки)     |
| Туніс (TUN)                    | Карем Бен Гніа                | листопада 13, 1994 (вік 21 рік)   | Туніс                    | до 69 кг (чоловіки)     |
| Туреччина (TUR)                | Даніяр Ісмаїлов               | лютого 3, 1992 (вік 24 роки)      | Туреччина                | до 69 кг (чоловіки)     |
| Туркменістан (TKM)             | Ходжамухаммет Тойчієв         | січня 16, 1992 (вік 24 роки)      | Туркменістан             | понад 105 кг (чоловіки) |
| Україна (UKR)                  | Пелешенко Олександр Юрійович  | січня 7, 1994 (вік 22 роки)       | Україна                  | до 85 кг (чоловіки)     |
| Україна (UKR)                  | Дмитро Чумак                  | липня 11, 1990 (вік 26 років)     | Україна                  | до 94 кг (чоловіки)     |
| Україна (UKR)                  | Гоза Володимир Олегович       | квітня 15, 1996 (вік 20 років)    | Україна                  | до 94 кг (чоловіки)     |
| Україна (UKR)                  | Шимечко Ігор Миронович        | травня 27, 1986 (вік 30 років)    | Україна                  | понад 105 кг (чоловіки) |
| США (USA)                      | Кендрік Фарріс                | липня 2, 1986 (вік 30 років)      | Шривпорт                 | до 94 кг (чоловіки)     |
| Узбекистан (UZB)               | Достон Якубов                 | квітня 5, 1995 (вік 21 рік)       | Узбекистан               | до 69 кг (чоловіки)     |
| Узбекистан (UZB)               | Іван Єфремов                  | березня 9, 1986 (вік 30 років)    | Ташкент                  | до 105 кг (чоловіки)    |
| Узбекистан (UZB)               | Нурудінов Руслан Шамільович   | листопада 24, 1991 (вік 24 роки)  | Андижан                  | до 105 кг (чоловіки)    |
| Узбекистан (UZB)               | Рустам Джангабаєв             | серпня 25, 1993 (вік 22 роки)     | Узбекистан               | понад 105 кг (чоловіки) |
| Узбекистан (UZB)               | Сардорбек Дустмуртов          | березня 13, 1993 (вік 23 роки)    | Узбекистан               | понад 105 кг (чоловіки) |
| Венесуела (VEN)                | Хесус Лопес                   | грудня 17, 1984 (вік 31 рік)      | Венесуела                | до 62 кг (чоловіки)     |
| В'єтнам (VIE)                  | Тчан Кім Туан                 | січня 15, 1994 (вік 22 роки)      | Біньтхуан                | до 56 кг (чоловіки)     |
| В'єтнам (VIE)                  | Ле Кок Тоан Тран              | квітня 5, 1989 (вік 27 років)     | Дананг                   | до 56 кг (чоловіки)     |
| В'єтнам (VIE)                  | Хоанг Туан Тай                | березня 30, 1990 (вік 26 років)   | В'єтнам                  | до 85 кг (чоловіки)     |

## Жінки
| НОК                              | Ім'я                           | Вік                               | Рідне місто           | Дисципліна          |
| -------------------------------- | ------------------------------ | --------------------------------- | --------------------- | ------------------- |
| Алжир (ALG)                      | Фатіма-Зохра Бухра Хірек       | серпня 22, 2000 (вік 15 років)    | Алжир                 | до 75 кг (жінки)    |
| Аргентина (ARG)                  | Хоана Паласіос                 | листопада 8, 1996 (вік 19 років)  | Аргентина             | до 58 кг (жінки)    |
| Вірменія (ARM)                   | Назік Авдалян                  | жовтня 31, 1986 (вік 29 років)    | Ґюмрі                 | до 69 кг (жінки)    |
| Вірменія (ARM)                   | Соня Погосян                   | червня 29, 1998 (вік 18 років)    | Вірменія              | до 75 кг (жінки)    |
| Австралія (AUS)                  | Тіа-Клер Тумі                  | липня 22, 1993 (вік 23 роки)      | Австралія             | до 58 кг (жінки)    |
| Білорусь (BLR)                   | Анастасія Міхаленко            | грудня 8, 1995 (вік 20 років)     | Білорусь              | до 69 кг (жінки)    |
| Білорусь (BLR)                   | Дар'я Почобут                  | грудня 31, 1994 (вік 21 рік)      | Білорусь              | до 69 кг (жінки)    |
| Білорусь (BLR)                   | Наумова Дар'я Сергіївна        | серпня 26, 1995 (вік 20 років)    | Білорусь              | до 75 кг (жінки)    |
| Бразилія (BRA)                   | Розана Сантос                  | червня 20, 1987 (вік 29 років)    | Бразилія              | до 53 кг (жінки)    |
| Бразилія (BRA)                   | Жакелін Феррейра               | березня 5, 1987 (вік 29 років)    | Ріо-де-Жанейро        | до 75 кг (жінки)    |
| Камерун (CMR)                    | Арканджелін Фуоджи             | серпня 26, 1987 (вік 28 років)    | Камерун               | до 69 кг (жінки)    |
| Канада (CAN)                     | Марі-Ев Бошемен-Надо           | жовтня 13, 1988 (вік 27 років)    | Монреаль              | до 69 кг (жінки)    |
| Чилі (CHI)                       | Марія Фернанда Вальдес         | березня 17, 1992 (вік 24 роки)    | Кокімбо               | до 75 кг (жінки)    |
| Китай (CHN)                      | Лі Яджун                       | квітня 27, 1993 (вік 23 роки)     | КНР                   | до 53 кг (жінки)    |
| Китай (CHN)                      | Ден Вей                        | лютого 14, 1993 (вік 23 роки)     | КНР                   | до 63 кг (жінки)    |
| Китай (CHN)                      | Сян Яньмей                     | червня 13, 1992 (вік 24 роки)     | Баоцзін               | до 69 кг (жінки)    |
| Китай (CHN)                      | Мен Супін                      | липня 17, 1989 (вік 27 років)     | КНР                   | понад 75 кг (жінки) |
| Китайський Тайбей (TPE)          | Чень Вейлін                    | січня 4, 1982 (вік 34 роки)       | Тайнань               | до 48 кг (жінки)    |
| Китайський Тайбей (TPE)          | Сюй Шуцзін                     | травня 9, 1991 (вік 25 років)     | Гаосюн                | до 53 кг (жінки)    |
| Китайський Тайбей (TPE)          | Ко Сінчунь                     | листопада 26, 1993 (вік 22 роки)  | Їлань                 | до 58 кг (жінки)    |
| Китайський Тайбей (TPE)          | Лінь Тзу-чі                    | березня 19, 1988 (вік 28 років)   | Гаосюн                | до 63 кг (жінки)    |
| Колумбія (COL)                   | Ліна Рівас                     | квітня 24, 1990 (вік 26 років)    | Колумбія              | до 58 кг (жінки)    |
| Колумбія (COL)                   | Мерседес Перес                 | серпня 7, 1987 (вік 28 років)     | Санта-Марта           | до 63 кг (жінки)    |
| Колумбія (COL)                   | Лейді Соліс                    | лютого 17, 1990 (вік 26 років)    | Тулуа                 | до 69 кг (жінки)    |
| Колумбія (COL)                   | Убалдіна Валоєс                | липня 6, 1982 (вік 34 роки)       | Кідбо                 | до 75 кг (жінки)    |
| Острови Кука (COK)               | Луїза Петерс                   | червня 27, 1993 (вік 23 роки)     | Раротонга             | понад 75 кг (жінки) |
| Куба (CUB)                       | Марина Родрігес                | березня 2, 1995 (вік 21 рік)      | Куба                  | до 63 кг (жінки)    |
| Домініканська Республіка (DOM)   | Беатріс Пірон                  | лютого 27, 1995 (вік 21 рік)      | Сан Педро де Макоріс  | до 48 кг (жінки)    |
| Домініканська Республіка (DOM)   | Юделькіс Контрерас             | березня 27, 1986 (вік 30 років)   | Сан Педро де Макоріс  | до 58 кг (жінки)    |
| Еквадор (ECU)                    | Александра Ескобар             | липня 17, 1980 (вік 36 років)     | Есмеральдас           | до 58 кг (жінки)    |
| Еквадор (ECU)                    | Нейсі Дайомес                  | травня 12, 1998 (вік 18 років)    | Еквадор               | до 69 кг (жінки)    |
| Єгипет (EGY)                     | Есраа Ель-Саєд                 | листопада 21, 1998 (вік 17 років) | Єгипет                | до 63 кг (жінки)    |
| Єгипет (EGY)                     | Сара Ахмед                     | січня 1, 1998 (вік 18 років)      | Єгипет                | до 69 кг (жінки)    |
| Єгипет (EGY)                     | Шаімаа Халаф                   | січня 1, 1991 (вік 25 років)      | Єгипет                | понад 75 кг (жінки) |
| Фіджі (FIJ)                      | Аполонія Вайвай                | лютого 5, 1991 (вік 25 років)     | Taveuni               | до 69 кг (жінки)    |
| Фінляндія (FIN)                  | Анні Вуохійокі                 | травня 24, 1988 (вік 28 років)    | Фінляндія             | до 63 кг (жінки)    |
| Франція (FRA)                    | Гаель Найо-Кетчанке            | квітня 20, 1988 (вік 28 років)    | Клермон-л'Еро         | до 75 кг (жінки)    |
| Німеччина (GER)                  | Сабіне Куштерер                | січня 4, 1991 (вік 25 років)      | Німеччина             | до 58 кг (жінки)    |
| Велика Британія (GBR)            | Ребека Тайлер                  | січня 13, 1999 (вік 17 років)     | Тодморден             | до 69 кг (жінки)    |
| Індія (IND)                      | Сайхом Мірабі Чану             | серпня 8, 1994 (вік 21 рік)       | Imphal East           | до 48 кг (жінки)    |
| Індонезія (INA)                  | Срі Вагюні Агустіані           | серпня 13, 1994 (вік 21 рік)      | Бандунґ               | до 48 кг (жінки)    |
| Індонезія (INA)                  | Деві Сафітрі                   | лютого 10, 1993 (вік 23 роки)     | Індонезія             | до 53 кг (жінки)    |
| Італія (ITA)                     | Джорджія Бордіньйон            | травня 24, 1987 (вік 29 років)    | Італія                | до 63 кг (жінки)    |
| Японія (JPN)                     | Міяке Хіромі                   | листопада 18, 1985 (вік 30 років) | Японія                | до 48 кг (жінки)    |
| Японія (JPN)                     | Канае Яґі                      | липня 16, 1992 (вік 24 роки)      | Японія                | до 53 кг (жінки)    |
| Японія (JPN)                     | Мікіко Андо                    | вересня 30, 1992 (вік 23 роки)    | Японія                | до 58 кг (жінки)    |
| Японія (JPN)                     | Наміка Мацумото                | лютого 7, 1992 (вік 24 роки)      | Японія                | до 63 кг (жінки)    |
| Казахстан (KAZ)                  | Маргарита Єлісєєва             | липня 20, 1992 (вік 24 роки)      | Казахстан             | до 48 кг (жінки)    |
| Казахстан (KAZ)                  | Горічева Каріна Хаважівна      | квітня 8, 1993 (вік 23 роки)      | Казахстан             | до 63 кг (жінки)    |
| Казахстан (KAZ)                  | Жазіра Жаппаркуль              | вересня 30, 1992 (вік 23 роки)    | Арись                 | до 69 кг (жінки)    |
| Киргизстан (KGZ)                 | Жаніл Окоєва                   | листопада 15, 1993 (вік 22 роки)  | Киргизстан            | до 48 кг (жінки)    |
| Латвія (LAT)                     | Ребека Коха                    | травня 19, 1998 (вік 18 років)    | Вентспілс             | до 53 кг (жінки)    |
| Мадагаскар (MAD)                 | Еліза Равололоніаіна           | лютого 24, 1992 (вік 24 роки)     | Мадагаскар            | до 63 кг (жінки)    |
| Маршаллові Острови (MHL)         | Метлін Ленгтон Сассер          | грудня 25, 1996 (вік 19 років)    | Маршаллові Острови    | до 58 кг (жінки)    |
| Маврикій (MRI)                   | Ройліа Ранайвосоа              | листопада 14, 1990 (вік 25 років) | Маврикій              | до 48 кг (жінки)    |
| Мексика (MEX)                    | Моніка Домінгес                | березня 5, 1988 (вік 28 років)    | Мексика               | до 58 кг (жінки)    |
| Мексика (MEX)                    | Ева Гуррола                    | травня 17, 1994 (вік 22 роки)     | Мексика               | до 63 кг (жінки)    |
| Мексика (MEX)                    | Алехандра Гарса                | серпня 1, 1991 (вік 25 років)     | Мексика               | до 75 кг (жінки)    |
| Монголія (MGL)                   | Анхцецег Мунхджанцан           | грудня 25, 1997 (вік 18 років)    | Монголія              | до 69 кг (жінки)    |
| Марокко (MAR)                    | Саміра Оюсс                    | квітня 22, 1992 (вік 24 роки)     | Марокко               | до 75 кг (жінки)    |
| Нова Зеландія (NZL)              | Трейсі Лембрекс                | серпня 27, 1985 (вік 30 років)    | Нова Зеландія         | понад 75 кг (жінки) |
| Нікарагуа (NCA)                  | Скарлет Елізабет Меркадо Лопес | серпня 9, 1996 (вік 19 років)     | Нікарагуа             | до 53 кг (жінки)    |
| Нігерія (NGR)                    | Маріам Усман                   | листопада 9, 1990 (вік 25 років)  | Нігерія               | понад 75 кг (жінки) |
| Північна Корея (PRK)             | Чо Хьо Сім                     | грудня 5, 1993 (вік 22 роки)      | Північна Корея        | до 63 кг (жінки)    |
| Північна Корея (PRK)             | Лім Джон Сім                   | лютого 5, 1993 (вік 23 роки)      | Північна Корея        | до 75 кг (жінки)    |
| Північна Корея (PRK)             | Кім Кук Х'ян                   | квітня 20, 1993 (вік 23 роки)     | Північна Корея        | понад 75 кг (жінки) |
| Перу (PER)                       | Фіорелла Франческа Куева Урібе | лютого 4, 1998 (вік 18 років)     | Перу                  | до 48 кг (жінки)    |
| Філіппіни (PHI)                  | Хіділін Діас                   | лютого 20, 1991 (вік 25 років)    | Замбоанга             | до 53 кг (жінки)    |
| Польща (POL)                     | Патрісія Піховяк               | вересня 1, 1992 (вік 23 роки)     | Польща                | до 69 кг (жінки)    |
| Пуерто-Рико (PUR)                | Лелі Бурхос                    | червня 6, 1985 (вік 31 рік)       | Понсе                 | до 48 кг (жінки)    |
| Румунія (ROU)                    | Флоріна-Соріна Хульпан         | березня 7, 1997 (вік 19 років)    | Румунія               | до 69 кг (жінки)    |
| Румунія (ROU)                    | Андрея Анеі                    | листопада 18, 1993 (вік 22 роки)  | Румунія               | понад 75 кг (жінки) |
| Росія (RUS)                      | Тіма Турієва                   | червня 22, 1992 (вік 24 роки)     | Росія                 | до 63 кг (жінки)    |
| Росія (RUS)                      | Анастасія Романова             | жовтня 2, 1991 (вік 24 роки)      | Росія                 | до 69 кг (жінки)    |
| Росія (RUS)                      | Каширіна Тетяна Юріївна        | січня 24, 1991 (вік 25 років)     | Ногінськ              | понад 75 кг (жінки) |
| Самоа (SAM)                      | Марі Опелоге                   | січня 24, 1992 (вік 24 роки)      | Мотутуа               | до 75 кг (жінки)    |
| Соломонові Острови (SOL)         | Дженлі Тегу Віні               | червня 9, 1983 (вік 33 роки)      | Хоніара               | до 58 кг (жінки)    |
| Південна Корея (KOR)             | Юн Чін Хі                      | серпня 4, 1986 (вік 30 років)     | Вонджу                | до 53 кг (жінки)    |
| Південна Корея (KOR)             | Лі Хі-соль                     | серпня 27, 1989 (вік 26 років)    | Південна Корея        | понад 75 кг (жінки) |
| Південна Корея (KOR)             | Сон Йон-хі                     | квітня 24, 1994 (вік 22 роки)     | Південна Корея        | понад 75 кг (жінки) |
| Іспанія (ESP)                    | Лідія Валентін                 | лютого 10, 1985 (вік 31 рік)      | Понферрада            | до 75 кг (жінки)    |
| Швеція (SWE)                     | Ангеліка Роос                  | квітня 15, 1989 (вік 27 років)    | Швеція                | до 58 кг (жінки)    |
| Таїланд (THA)                    | Сопіта Танасан                 | грудня 23, 1994 (вік 21 рік)      | Таїланд               | до 48 кг (жінки)    |
| Таїланд (THA)                    | Пімсірі Сірікаев               | квітня 25, 1990 (вік 26 років)    | Mancha Khiri District | до 58 кг (жінки)    |
| Таїланд (THA)                    | Суканія Срісурат               | травня 3, 1995 (вік 21 рік)       | Таїланд               | до 58 кг (жінки)    |
| Таїланд (THA)                    | Сіріпук Гульной                | липня 17, 1993 (вік 23 роки)      | Південна Корея        | до 63 кг (жінки)    |
| Туніс (TUN)                      | Йосра Хейб                     | серпня 31, 1995 (вік 20 років)    | Туніс                 | понад 75 кг (жінки) |
| Туреччина (TUR)                  | Мехтап Курназ                  | травня 1, 1995 (вік 21 рік)       | Туреччина             | до 63 кг (жінки)    |
| Туреччина (TUR)                  | Дуйгу Айнаджи                  | червня 26, 1996 (вік 20 років)    | Туреччина             | до 69 кг (жінки)    |
| Туреччина (TUR)                  | Ассія Іпек                     | грудня 5, 1993 (вік 22 роки)      | Туреччина             | до 75 кг (жінки)    |
| Туркменістан (TKM)               | Гюльнабат Кадирова             | червня 14, 1994 (вік 22 роки)     | Туркменістан          | до 69 кг (жінки)    |
| Україна (UKR)                    | Паратова Юлія Євгеніївна       | листопада 7, 1986 (вік 29 років)  | Одеса                 | до 53 кг (жінки)    |
| Україна (UKR)                    | Івасюк Вероніка Миколаївна     | жовтня 12, 1995 (вік 20 років)    | Україна               | до 58 кг (жінки)    |
| Україна (UKR)                    | Деха Ірина Михайлівна          | травня 14, 1996 (вік 20 років)    | Харків                | до 75 кг (жінки)    |
| Україна (UKR)                    | Лисенко Анастасія Сергіївна    | грудня 2, 1995 (вік 20 років)     | Україна               | понад 75 кг (жінки) |
| Об'єднані Арабські Емірати (UAE) | Аїша Аль-Балуші                | січня 23, 1992 (вік 24 роки)      | ОАЕ                   | до 58 кг (жінки)    |
| США (USA)                        | Морган Кінг                    | жовтня 5, 1985 (вік 30 років)     | Сіетл                 | до 48 кг (жінки)    |
| США (USA)                        | Дженні Артур                   | грудня 11, 1993 (вік 22 роки)     | Гейнсвілл             | до 75 кг (жінки)    |
| США (USA)                        | Сара Роблес                    | серпня 1, 1988 (вік 28 років)     | Дезерт-Гот-Спрінґс    | понад 75 кг (жінки) |
| Уругвай (URU)                    | Софія Ріто                     | листопада 2, 1985 (вік 30 років)  | Уругвай               | до 53 кг (жінки)    |
| Венесуела (VEN)                  | Хенесіс Родрігес               | липня 17, 1994 (вік 22 роки)      | Венесуела             | до 53 кг (жінки)    |
| Венесуела (VEN)                  | Яніуска Еспіноса               | грудня 5, 1986 (вік 29 років)     | Венесуела             | до 75 кг (жінки)    |
| Венесуела (VEN)                  | Наруйрі Перес                  | вересня 29, 1992 (вік 23 роки)    | Венесуела             | до 75 кг (жінки)    |
| В'єтнам (VIE)                    | Вионг Тхі Хуєн                 | червня 22, 1992 (вік 24 роки)     | В'єтнам               | до 48 кг (жінки)    |